# Kaetlyn Osmond
Kaetlyn Osmond (Marystown, 5 december 1995) is een Canadees voormalig kunstschaatsster. Ze nam deel aan twee edities van de Olympische Winterspelen: Sotsji 2014 en Pyeongchang 2018. Ze won individueel en met het team olympisch goud, zilver en brons.

## Biografie
De Canadese Kaetlyn Osmond werd op 5 december 1995 geboren in Marystown, Newfoundland en Labrador als dochter van Jeff en Jackie Osmond. Ze begon op tweejarige leeftijd met schaatsen, het voorbeeld van haar oudere zus hiermee volgend. Op 7-jarige leeftijd verhuisde het gezin naar Montreal (Quebec) om drie jaar later opnieuw te verhuizen, ditmaal naar Sherwood Park (Alberta).
Bij haar enige deelname aan het WK junioren van 2012 eindigde ze op de tiende plaats. Osmond maakte vervolgens de overstap naar de senioren en werd in 2013 afgevaardigd naar de viercontinentenkampioenschappen (zevende plek) en de wereldkampioenschappen (achtste). Ze won in 2014 op de Olympische Winterspelen in Sotsji zilver met het landenteam en werd dertiende bij de vrouwen. Een maand later werd ze bij de WK elfde. Na deze prestaties noemde haar geboortedorp Marystown in april 2014 de gemeentelijke schaatsarena en een straat naar Osmond.
Door een beenbreuk, opgelopen tijdens een training, moest Osmond noodgedwongen het volledige seizoen 2014/15 overslaan. Het grote succes kwam vanaf 2017. Ze veroverde in 2017 zilver en in 2018 goud op de WK. Osmond werd in 2018 met het landenteam olympisch kampioen op de Olympische Winterspelen in Pyeongchang. Individueel won ze de bronzen medaille.
Osmond bevestigde in mei 2019 dat ze haar sportieve carrière had beëindigd. Datzelfde jaar werd ze erkend als lid van de Orde van Newfoundland en Labrador. Ze heeft een relatie met paarrijder Trennt Michaud.

## Persoonlijke records
Behaald tijdens ISU wedstrijden. 
|                     | punten | datum      | toernooi          |
| ------------------- | ------ | ---------- | ----------------- |
| Hoogste totaalscore | 218.13 | 31-03-2017 | WK                |
| Hoogste korte kür   | 078.87 | 21-02-2018 | OS                |
| Hoogste lange kür   | 142.34 | 23-09-2017 | CS Autumn Classic |

## Belangrijke resultaten
| Kampioenschap                | 08/09 | 09/10 | 10/11 | 11/12 | 12/13         | 13/14         | 14/15         | 15/16         | 16/17         | 17/18         |
| ---------------------------- | ----- | ----- | ----- | ----- | ------------- | ------------- | ------------- | ------------- | ------------- | ------------- |
| Olympische Spelen            |       |       |       |       |               | 13e · (team)  |               |               |               | · (team)      |
| Wereldkampioenschap          |       |       |       |       | 8e            | 11e           | t.z.t.        |               | Zilver        | Goud          |
| Viercontinentenkampioenschap |       |       |       |       | 7e            |               | t.z.t.        | 6e            | 4e            |               |
| Grand Prix-finale            |       |       |       |       |               |               |               |               | 4e            | Brons         |
| Nationaal kampioenschap      |       |       |       | Brons | Goud          | Goud          | t.z.t.        | Brons         | Goud          | Zilver        |
| WK junioren                  |       |       |       | 10e   | geen deelname | geen deelname | geen deelname | geen deelname | geen deelname | geen deelname |
| NK junioren                  | (*)   | Brons | 6e    |       | geen deelname | geen deelname | geen deelname | geen deelname | geen deelname | geen deelname |

t.z.t. = trok zich terug
(*) = bij de novice
2014: Pljoesjtsjenko, Lipnitskaja, Volosozjar/Trankov, Stolbova/Klimov, Bobrova/Solovjov, Ilinych/Katsalapov ·
2018: Chan, Osmond, Daleman, Duhamel/Radford, Virtue/Moir ·
2022: Chen, Zhou, Chen, Knierim/Frazier, Hubbell/Donohue, Chock/Bates